# Elezioni comunali in Friuli-Venezia Giulia del 1997
Le elezioni comunali in Friuli-Venezia Giulia del 1997 si tennero il 27 aprile (con ballottaggio l'11 maggio) e il 16 novembre (con ballottaggio il 30 novembre).

## Elezioni dell'aprile 1997

### Provincia di Trieste

#### Trieste
| Candidati                                                | Candidati                | II turno              | II turno              | I turno | I turno | Liste                                                              | Voti   | %     | Seggi |
| Candidati                                                | Candidati                | Voti                  | %                     | Voti    | %       | Liste                                                              | Voti   | %     | Seggi |
| -------------------------------------------------------- | ------------------------ | --------------------- | --------------------- | ------- | ------- | ------------------------------------------------------------------ | ------ | ----- | ----- |
|                                                          | Riccardo Illy ✔️ Sindaco | 65 219                | 538,73                | 49 565  | 40,43   | L'Ulivo                                                            | 19 645 | 20,56 | 14    |
| Con Illy per Trieste                                     | Riccardo Illy ✔️ Sindaco | 65 219                | 538,73                | 49 565  | 40,43   | 14 568                                                             | 15,25  | 10    |       |
| Rinnovamento Italiano                                    | Riccardo Illy ✔️ Sindaco | 65 219                | 538,73                | 49 565  | 40,43   | 953                                                                | 1,00   | –     |       |
|                                                          | Adalberto Donaggio       | 55 887                | 461,65                | 26 209  | 21,38   | Forza Italia                                                       | 17 878 | 18,71 | 5     |
| Centro Cristiano Democratico-Cristiani Democratici Uniti | Adalberto Donaggio       | 55 887                | 461,65                | 26 209  | 21,38   | 3 056                                                              | 3,20   | –     |       |
| Seggio di coalizione                                     | Seggio di coalizione     | Seggio di coalizione  | 461,65                | 26 209  | 21,38   | 1                                                                  |        |       |       |
|                                                          | Sergio Dressi            | Sergio Dressi         | Sergio Dressi         | 25 478  | 20,78   | Alleanza Nazionale (A)                                             | 19 318 | 20,22 | 5     |
| Patto Segni (A)                                          | Sergio Dressi            | Sergio Dressi         | Sergio Dressi         | 25 478  | 20,78   | 732                                                                | 0,77   | –     |       |
| Seggio di coalizione                                     | Seggio di coalizione     | Seggio di coalizione  | Sergio Dressi         | 25 478  | 20,78   | 1                                                                  |        |       |       |
|                                                          | Iacopo Venier            | Iacopo Venier         | Iacopo Venier         | 7 240   | 5,91    | Rifondazione Comunista                                             | 6 968  | 7,29  | 1     |
| Seggio di coalizione                                     | Seggio di coalizione     | Seggio di coalizione  | Iacopo Venier         | 7 240   | 5,91    | 1                                                                  |        |       |       |
|                                                          | Federica Seganti         | Federica Seganti      | Federica Seganti      | 4 766   | 3,89    | Lega Nord                                                          | 4 190  | 4,39  | –     |
| Seggio di coalizione                                     | Seggio di coalizione     | Seggio di coalizione  | Federica Seganti      | 4 766   | 3,89    | 1                                                                  |        |       |       |
|                                                          | Laura Tamburini          | Laura Tamburini       | Laura Tamburini       | 4 104   | 3,35    | Città Franca                                                       | 3 377  | 3,53  | –     |
| Seggio di coalizione                                     | Seggio di coalizione     | Seggio di coalizione  | Laura Tamburini       | 4 104   | 3,35    | 1                                                                  |        |       |       |
|                                                          | Arduino Agnelli          | Arduino Agnelli       | Arduino Agnelli       | 1 597   | 1,30    | Socialisti Italiani Uniti (Socialisti Italiani-Partito Socialista) | 1 583  | 1,66  | –     |
|                                                          | Marcantonio Bezicheri    | Marcantonio Bezicheri | Marcantonio Bezicheri | 1 373   | 1,12    | Movimento Sociale Fiamma Tricolore                                 | 1 340  | 1,40  | –     |
|                                                          | Alberto Duranti          | Alberto Duranti       | Alberto Duranti       | 986     | 0,80    | Laboratorio Trieste                                                | 873    | 0,91  | –     |
|                                                          | Stelio Pranzo            | Stelio Pranzo         | Stelio Pranzo         | 873     | 0,71    | Pensionati Uomini Vivi                                             | 789    | 0,83  | –     |
|                                                          | Pietro Rosenwirth        | Pietro Rosenwirth     | Pietro Rosenwirth     | 393     | 0,32    | Partito Umanista                                                   | 313    | 0,33  | –     |
| Totale                                                   | Totale                   | 12 106                | 100                   | 122 587 | 100     |                                                                    | 95 547 | 100   | 40    |
|                                                          |                          |                       |                       |         |         |                                                                    |        |       |       |
| Fonte: Ministero dell'interno                            |                          |                       |                       |         |         |                                                                    |        |       |       |

### Provincia di Gorizia

#### Monfalcone
| Candidati                       | Candidati                | II turno             | II turno           | I turno | I turno | Liste                              | Voti   | %     | Seggi |
| Candidati                       | Candidati                | Voti                 | %                  | Voti    | %       | Liste                              | Voti   | %     | Seggi |
| ------------------------------- | ------------------------ | -------------------- | ------------------ | ------- | ------- | ---------------------------------- | ------ | ----- | ----- |
|                                 | Adriano Persi ✔️ Sindaco | 8 924                | 59,26              | 6 613   | 38,89   | Partito Democratico della Sinistra | 2 832  | 19,96 | 7     |
| Lista civica di centro-sinistra | Adriano Persi ✔️ Sindaco | 8 924                | 59,26              | 6 613   | 38,89   | 1 307                              | 9,21   | 3     |       |
| Partito Popolare Italiano       | Adriano Persi ✔️ Sindaco | 8 924                | 59,26              | 6 613   | 38,89   | 787                                | 5,55   | 2     |       |
|                                 | Franco Stagni            | 6 134                | 40,74              | 5 090   | 29,93   | Forza Italia                       | 2 200  | 15,51 | 2     |
| Alleanza Nazionale              | Franco Stagni            | 6 134                | 40,74              | 5 090   | 29,93   | 1 524                              | 10,74  | 1     |       |
| Centro                          | Franco Stagni            | 6 134                | 40,74              | 5 090   | 29,93   | 828                                | 5,84   | –     |       |
| Seggio di coalizione            | Seggio di coalizione     | Seggio di coalizione | 40,74              | 5 090   | 29,93   | 1                                  |        |       |       |
|                                 | Graziano Benedetti       | Graziano Benedetti   | Graziano Benedetti | 2 438   | 14,34   | Rifondazione Comunista             | 994    | 7,01  | 1     |
| Federazione dei Verdi           | Graziano Benedetti       | Graziano Benedetti   | Graziano Benedetti | 2 438   | 14,34   | 640                                | 4,51   | –     |       |
| Lista Civica                    | Graziano Benedetti       | Graziano Benedetti   | Graziano Benedetti | 2 438   | 14,34   | 395                                | 2,78   | –     |       |
| Seggio di coalizione            | Seggio di coalizione     | Seggio di coalizione | Graziano Benedetti | 2 438   | 14,34   | 1                                  |        |       |       |
|                                 | Federico Razzini         | Federico Razzini     | Federico Razzini   | 1 465   | 8,62    | Lega Nord                          | 1 373  | 9,68  | –     |
| Seggio di coalizione            | Seggio di coalizione     | Seggio di coalizione | Federico Razzini   | 1 465   | 8,62    | 1                                  |        |       |       |
|                                 | Cesare Calzolari         | Cesare Calzolari     | Cesare Calzolari   | 1 399   | 8,23    | Lista Civica                       | 1 307  | 9,21  | –     |
| Seggio di coalizione            | Seggio di coalizione     | Seggio di coalizione | Cesare Calzolari   | 1 399   | 8,23    | 1                                  |        |       |       |
| Totale                          | Totale                   | 15 058               | 100                | 17 005  | 100     |                                    | 14 187 | 100   | 20    |
|                                 |                          |                      |                    |         |         |                                    |        |       |       |
| Fonte: Ministero dell'interno   |                          |                      |                    |         |         |                                    |        |       |       |

#### Ronchi dei Legionari
| Candidati                     | Candidati                | II turno                 | II turno                 | I turno | I turno | Liste              | Voti  | %     | Seggi |
| Candidati                     | Candidati                | Voti                     | %                        | Voti    | %       | Liste              | Voti  | %     | Seggi |
| ----------------------------- | ------------------------ | ------------------------ | ------------------------ | ------- | ------- | ------------------ | ----- | ----- | ----- |
|                               | Enzo Novelli ✔️ Sindaco  | 3 345                    | 50,99                    | 2 799   | 40,07   | Lista Civica       | 2 468 | 38,99 | 10    |
|                               | Pietro Biasiol           | 3 215                    | 49,01                    | 3 235   | 46,31   | L'Ulivo            | 2 271 | 35,88 | 4     |
| Rifondazione Comunista        | Pietro Biasiol           | 3 215                    | 49,01                    | 3 235   | 46,31   | 699                | 11,04 | 1     |       |
| Seggio di coalizione          | Seggio di coalizione     | Seggio di coalizione     | 49,01                    | 3 235   | 46,31   | 1                  |       |       |       |
|                               | Alfredo Pascolin         | Alfredo Pascolin         | Alfredo Pascolin         | 504     | 7,21    | Lega Nord          | 472   | 7,46  | –     |
|                               | Franco Leopoldo Salvador | Franco Leopoldo Salvador | Franco Leopoldo Salvador | 448     | 6,41    | Alleanza Nazionale | 420   | 6,64  | –     |
| Totale                        | Totale                   | 6 560                    | 100                      | 6 986   | 100     |                    | 6 330 | 100   | 16    |
|                               |                          |                          |                          |         |         |                    |       |       |       |
| Fonte: Ministero dell'interno |                          |                          |                          |         |         |                    |       |       |       |

### Provincia di Pordenone

#### Pordenone
| Candidati                                                | Candidati                 | II turno             | II turno    | I turno | I turno | Liste                     | Voti   | %     | Seggi |
| Candidati                                                | Candidati                 | Voti                 | %           | Voti    | %       | Liste                     | Voti   | %     | Seggi |
| -------------------------------------------------------- | ------------------------- | -------------------- | ----------- | ------- | ------- | ------------------------- | ------ | ----- | ----- |
|                                                          | Alfredo Pasini ✔️ Sindaco | 15 392               | 53,69       | 10 957  | 34,80   | Lega Nord                 | 8 692  | 34,46 | 24    |
|                                                          | Claudio Cudin             | 13 277               | 46,31       | 10 702  | 33,99   | Partito Popolare Italiano | 3 508  | 13,91 | 4     |
| Sinistra Democratica                                     | Claudio Cudin             | 13 277               | 46,31       | 10 702  | 33,99   | 2 196                     | 8,71   | 2     |       |
| Rifondazione Comunista                                   | Claudio Cudin             | 13 277               | 46,31       | 10 702  | 33,99   | 1 555                     | 6,17   | 1     |       |
| Rinnovamento Italiano                                    | Claudio Cudin             | 13 277               | 46,31       | 10 702  | 33,99   | 825                       | 3,27   | –     |       |
| Seggio di coalizione                                     | Seggio di coalizione      | Seggio di coalizione | 46,31       | 10 702  | 33,99   | 1                         |        |       |       |
|                                                          | Rita Brieda               | Rita Brieda          | Rita Brieda | 9 824   | 31,20   | Forza Italia              | 4 259  | 16,89 | 4     |
| Alleanza Nazionale                                       | Rita Brieda               | Rita Brieda          | Rita Brieda | 9 824   | 31,20   | 2 805                     | 11,12  | 2     |       |
| Centro Cristiano Democratico-Cristiani Democratici Uniti | Rita Brieda               | Rita Brieda          | Rita Brieda | 9 824   | 31,20   | 1 383                     | 5,48   | 1     |       |
| Seggio di coalizione                                     | Seggio di coalizione      | Seggio di coalizione | Rita Brieda | 9 824   | 31,20   | 1                         |        |       |       |
| Totale                                                   | Totale                    | 28 669               | 100         | 31 483  | 100     |                           | 25 223 | 100   | 40    |
|                                                          |                           |                      |             |         |         |                           |        |       |       |
| Fonte: Ministero dell'interno                            |                           |                      |             |         |         |                           |        |       |       |

#### Cordenons
| Candidati                                                | Candidati                   | II turno             | II turno         | I turno | I turno | Liste                           | Voti  | %     | Seggi |
| Candidati                                                | Candidati                   | Voti                 | %                | Voti    | %       | Liste                           | Voti  | %     | Seggi |
| -------------------------------------------------------- | --------------------------- | -------------------- | ---------------- | ------- | ------- | ------------------------------- | ----- | ----- | ----- |
|                                                          | Riccardo Del Pup ✔️ Sindaco | 5 591                | 57,88            | 4 689   | 43,74   | Forza Italia-Alleanza Nazionale | 3 195 | 35,52 | 10    |
| Centro Cristiano Democratico-Cristiani Democratici Uniti | Riccardo Del Pup ✔️ Sindaco | 5 591                | 57,88            | 4 689   | 43,74   | 726                             | 8,07  | 2     |       |
|                                                          | Enzo Pajer                  | 4 069                | 42,12            | 3 867   | 36,07   | Partito Popolare Italiano       | 1 155 | 12,84 | 2     |
| Sinistra Democratica                                     | Enzo Pajer                  | 4 069                | 42,12            | 3 867   | 36,07   | 1 034                           | 11,50 | 1     |       |
| Rifondazione Comunista                                   | Enzo Pajer                  | 4 069                | 42,12            | 3 867   | 36,07   | 888                             | 9,87  | 1     |       |
| Seggio di coalizione                                     | Seggio di coalizione        | Seggio di coalizione | 42,12            | 3 867   | 36,07   | 1                               |       |       |       |
|                                                          | Fabrizio Prestot            | Fabrizio Prestot     | Fabrizio Prestot | 2 165   | 20,19   | Lega Nord                       | 1 997 | 22,20 | 2     |
| Seggio di coalizione                                     | Seggio di coalizione        | Seggio di coalizione | Fabrizio Prestot | 2 165   | 20,19   | 1                               |       |       |       |
| Totale                                                   | Totale                      | 9 660                | 100              | 10 721  | 100     |                                 | 8 995 | 100   | 20    |
|                                                          |                             |                      |                  |         |         |                                 |       |       |       |
| Fonte: Ministero dell'interno                            |                             |                      |                  |         |         |                                 |       |       |       |

#### San Vito al Tagliamento
|                                 | Luciano Del Frè ✔️ Sindaco | 4 249                | 50,43 | Partito Democratico della Sinistra | 1 736 | 23,84 | 6  |  |  |
| Lista civica di centro-sinistra | Luciano Del Frè ✔️ Sindaco | 4 249                | 50,43 | 1 547                              | 21,24 | 5     |    |  |  |
| Rifondazione Comunista          | Luciano Del Frè ✔️ Sindaco | 4 249                | 50,43 | 365                                | 5,01  | 1     |    |  |  |
|                                 | Albano Battiston           | 2 928                | 34,75 | Polo per le Libertà                | 1 290 | 17,71 | 2  |  |  |
| Lista civica di centro-destra   | Albano Battiston           | 2 928                | 34,75 | 1 184                              | 16,26 | 2     |    |  |  |
| Seggio di coalizione            | Seggio di coalizione       | Seggio di coalizione | 34,75 | 1                                  |       |       |    |  |  |
|                                 | Roberto Barel              | 1 248                | 14,81 | Lega Nord                          | 1 160 | 15,93 | 1  |  |  |
| Seggio di coalizione            | Seggio di coalizione       | Seggio di coalizione | 14,81 | 1                                  |       |       |    |  |  |
| Totale                          | Totale                     | 8 425                | 100   |                                    | 7 282 | 100   | 20 |  |  |
|                                 |                            |                      |       |                                    |       |       |    |  |  |
| Fonte: Ministero dell'interno   |                            |                      |       |                                    |       |       |    |  |  |

### Provincia di Udine

#### Codroipo
| Candidati                                                             | Candidati                    | II turno               | II turno               | I turno | I turno | Liste                         | Voti  | %     | Seggi |
| Candidati                                                             | Candidati                    | Voti                   | %                      | Voti    | %       | Liste                         | Voti  | %     | Seggi |
| --------------------------------------------------------------------- | ---------------------------- | ---------------------- | ---------------------- | ------- | ------- | ----------------------------- | ----- | ----- | ----- |
|                                                                       | Giancarlo Tonutti ✔️ Sindaco | 4 607                  | 55,15                  | 3 865   | 41,40   | Progetto Codroipo Insieme     | 3 559 | 41,75 | 12    |
|                                                                       | Mario Cengarle               | 3 747                  | 44,85                  | 3 132   | 33,55   | Alleanza Nazionale            | 1 551 | 18,20 | 2     |
| Forza Italia-Centro Cristiano Democratico-Cristiani Democratici Uniti | Mario Cengarle               | 3 747                  | 44,85                  | 3 132   | 33,55   | 1 200                         | 14,08 | 2     |       |
| Seggio di coalizione                                                  | Seggio di coalizione         | Seggio di coalizione   | 44,85                  | 3 132   | 33,55   | 1                             |       |       |       |
|                                                                       | Roberto Tubaro               | Roberto Tubaro         | Roberto Tubaro         | 1 513   | 16,21   | Lega Nord                     | 1 433 | 16,81 | 1     |
| Seggio di coalizione                                                  | Seggio di coalizione         | Seggio di coalizione   | Roberto Tubaro         | 1 513   | 16,21   | 1                             |       |       |       |
|                                                                       | Verginio Ioan                | Verginio Ioan          | Verginio Ioan          | 608     | 6,51    | Centro Democratico Codroipese | 582   | 6,83  | –     |
| Seggio di coalizione                                                  | Seggio di coalizione         | Seggio di coalizione   | Verginio Ioan          | 608     | 6,51    | 1                             |       |       |       |
|                                                                       | Gianfranco Leonarduzzi       | Gianfranco Leonarduzzi | Gianfranco Leonarduzzi | 218     | 2,34    | Risorgive                     | 199   | 2,33  | –     |
| Totale                                                                | Totale                       | 8 354                  | 100                    | 9 336   | 100     |                               | 8 524 | 100   | 20    |
|                                                                       |                              |                        |                        |         |         |                               |       |       |       |
| Fonte: Ministero dell'interno                                         |                              |                        |                        |         |         |                               |       |       |       |

#### Latisana
|                                                          | Danilo Moretti ✔️ Sindaco | 4 187                | 58,02 | Lista civica di centro-destra | 1 617 | 24,62 | 5  |  |  |
| Centro Cristiano Democratico-Cristiani Democratici Uniti | Danilo Moretti ✔️ Sindaco | 4 187                | 58,02 | 961                           | 14,63 | 3     |    |  |  |
| Centro                                                   | Danilo Moretti ✔️ Sindaco | 4 187                | 58,02 | 674                           | 10,26 | 2     |    |  |  |
| Alleanza Nazionale                                       | Danilo Moretti ✔️ Sindaco | 4 187                | 58,02 | 650                           | 9,90  | 2     |    |  |  |
|                                                          | Arnaldo Pascutto          | 1 608                | 22,28 | Lega Nord                     | 795   | 12,10 | 2  |  |  |
| Centro                                                   | Arnaldo Pascutto          | 1 608                | 22,28 | 556                           | 8,47  | 1     |    |  |  |
| Seggio di coalizione                                     | Seggio di coalizione      | Seggio di coalizione | 22,28 | 1                             |       |       |    |  |  |
|                                                          | Ernesto De Marchi         | 1 421                | 19,69 | L'Ulivo                       | 1 315 | 20,02 | 3  |  |  |
| Seggio di coalizione                                     | Seggio di coalizione      | Seggio di coalizione | 19,69 | 1                             |       |       |    |  |  |
| Totale                                                   | Totale                    | 7 216                | 100   |                               | 6 568 | 100   | 20 |  |  |
|                                                          |                           |                      |       |                               |       |       |    |  |  |
| Fonte: Ministero dell'interno                            |                           |                      |       |                               |       |       |    |  |  |

#### Majano
| Candidati                     | Candidati                 | II turno                  | II turno                  | I turno | I turno | Liste                           | Voti  | %     | Seggi |
| Candidati                     | Candidati                 | Voti                      | %                         | Voti    | %       | Liste                           | Voti  | %     | Seggi |
| ----------------------------- | ------------------------- | ------------------------- | ------------------------- | ------- | ------- | ------------------------------- | ----- | ----- | ----- |
|                               | Adriano Piuzzi ✔️ Sindaco | 1 896                     | 54,37                     | 1 737   | 46,33   | Lista civica di centro-destra   | 1 570 | 46,00 | 10    |
|                               | Luigi De Sabbata          | 1 591                     | 45,63                     | 1 154   | 30,78   | Lista civica di centro-sinistra | 1 046 | 30,65 | 3     |
| Seggio di coalizione          | Seggio di coalizione      | Seggio di coalizione      | 45,63                     | 1 154   | 30,78   | 1                               |       |       |       |
|                               | Marco Ubaldi              | Marco Ubaldi              | Marco Ubaldi              | 656     | 17,50   | Lega Nord                       | 611   | 17,90 | 1     |
| Seggio di coalizione          | Seggio di coalizione      | Seggio di coalizione      | Marco Ubaldi              | 656     | 17,50   | 1                               |       |       |       |
|                               | Patrick Pierre Bortolotti | Patrick Pierre Bortolotti | Patrick Pierre Bortolotti | 202     | 5,39    | Destra                          | 186   | 5,45  | –     |
| Totale                        | Totale                    | 3 487                     | 100                       | 3 749   | 100     |                                 | 3 413 | 100   | 16    |
|                               |                           |                           |                           |         |         |                                 |       |       |       |
| Fonte: Ministero dell'interno |                           |                           |                           |         |         |                                 |       |       |       |

#### Tarcento
| Candidati                          | Candidati               | II turno             | II turno         | I turno | I turno | Liste                              | Voti  | %     | Seggi |
| Candidati                          | Candidati               | Voti                 | %                | Voti    | %       | Liste                              | Voti  | %     | Seggi |
| ---------------------------------- | ----------------------- | -------------------- | ---------------- | ------- | ------- | ---------------------------------- | ----- | ----- | ----- |
|                                    | Lucio Tollis ✔️ Sindaco | 2 518                | 51,00            | 1 587   | 28,83   | Sinistra                           | 988   | 19,43 | 6     |
| Partito Democratico della Sinistra | Lucio Tollis ✔️ Sindaco | 2 518                | 51,00            | 1 587   | 28,83   | 213                                | 4,19  | 1     |       |
| Rifondazione Comunista             | Lucio Tollis ✔️ Sindaco | 2 518                | 51,00            | 1 587   | 28,83   | 182                                | 3,58  | 1     |       |
|                                    | Michela Gasparutti      | 2 420                | 49,02            | 1 307   | 23,74   | Centro                             | 1 218 | 23,95 | 2     |
| Seggio di coalizione               | Seggio di coalizione    | Seggio di coalizione | 49,02            | 1 307   | 23,74   | 1                                  |       |       |       |
|                                    | Isidoro Casasola        | Isidoro Casasola     | Isidoro Casasola | 1 106   | 20,09   | Lega Nord                          | 1 083 | 21,30 | 1     |
| Seggio di coalizione               | Seggio di coalizione    | Seggio di coalizione | Isidoro Casasola | 1 106   | 20,09   | 1                                  |       |       |       |
|                                    | Giosuè Morgante         | Giosuè Morgante      | Giosuè Morgante  | 877     | 15,93   | Lista civica di centro-destra      | 449   | 8,83  | –     |
| Lista civica di centro-destra      | Giosuè Morgante         | Giosuè Morgante      | Giosuè Morgante  | 877     | 15,93   | 344                                | 6,76  | –     |       |
| Seggio di coalizione               | Seggio di coalizione    | Seggio di coalizione | Giosuè Morgante  | 877     | 15,93   | 1                                  |       |       |       |
|                                    | Andrea Fadini           | Andrea Fadini        | Andrea Fadini    | 405     | 7,36    | Partito Popolare Italiano (A)      | 398   | 7,83  | 1     |
| Seggio di coalizione               | Seggio di coalizione    | Seggio di coalizione | Andrea Fadini    | 405     | 7,36    | 1                                  |       |       |       |
|                                    | Adriano Marfisi         | Adriano Marfisi      | Adriano Marfisi  | 223     | 4,05    | Movimento Sociale Fiamma Tricolore | 210   | 4,13  | –     |
| Totale                             | Totale                  | 4 937                | 100              | 5 505   | 100     |                                    | 5 085 | 100   | 16    |
|                                    |                         |                      |                  |         |         |                                    |       |       |       |
| Fonte: Ministero dell'interno      |                         |                      |                  |         |         |                                    |       |       |       |

## Elezioni del novembre 1997

### Provincia di Trieste

#### Duino Aurisina
| Candidati                       | Candidati               | II turno             | II turno           | I turno | I turno | Liste                              | Voti  | %     | Seggi |
| Candidati                       | Candidati               | Voti                 | %                  | Voti    | %       | Liste                              | Voti  | %     | Seggi |
| ------------------------------- | ----------------------- | -------------------- | ------------------ | ------- | ------- | ---------------------------------- | ----- | ----- | ----- |
|                                 | Marino Vocci ✔️ Sindaco | 2 564                | 56,27              | 1 756   | 32,42   | Partito Democratico della Sinistra | 731   | 15,12 | 5     |
| Rifondazione Comunista          | Marino Vocci ✔️ Sindaco | 2 564                | 56,27              | 1 756   | 32,42   | 485                                | 10,03 | 3     |       |
| Lista civica di centro-sinistra | Marino Vocci ✔️ Sindaco | 2 564                | 56,27              | 1 756   | 32,42   | 255                                | 5,28  | 2     |       |
|                                 | Romano Vlahov           | 1 993                | 43,73              | 1 518   | 28,03   | Centro-destra                      | 1 340 | 27,72 | 2     |
| Lista Civica                    | Romano Vlahov           | 1 993                | 43,73              | 1 518   | 28,03   | 36                                 | 0,74  | –     |       |
| Seggio di coalizione            | Seggio di coalizione    | Seggio di coalizione | 43,73              | 1 518   | 28,03   | 1                                  |       |       |       |
|                                 | Giorgio Ret             | Giorgio Ret          | Giorgio Ret        | 1 120   | 20,68   | Lista Civica                       | 1 020 | 21,10 | 1     |
| Seggio di coalizione            | Seggio di coalizione    | Seggio di coalizione | Giorgio Ret        | 1 120   | 20,68   | 1                                  |       |       |       |
|                                 | Vittorio Tanze          | Vittorio Tanze       | Vittorio Tanze     | 787     | 14,53   | Unione Slovena                     | 745   | 15,41 | –     |
| Seggio di coalizione            | Seggio di coalizione    | Seggio di coalizione | Vittorio Tanze     | 787     | 14,53   | 1                                  |       |       |       |
|                                 | Pierpaolo Pergolis      | Pierpaolo Pergolis   | Pierpaolo Pergolis | 235     | 4,34    | Nord Libero                        | 222   | 4,59  | –     |
| Totale                          | Totale                  | 4 557                | 100                | 5 416   | 100     |                                    | 4 834 | 100   | 16    |
|                                 |                         |                      |                    |         |         |                                    |       |       |       |
| Fonte: Ministero dell'interno   |                         |                      |                    |         |         |                                    |       |       |       |

### Provincia di Pordenone

#### Azzano Decimo
|                               | Paolo Panontin ✔️ Sindaco | 4 183                | 51,69 | Lega Nord     | 3 792 | 51,12 | 12 |  |  |
|                               | Sergio Silvestre          | 1 781                | 22,01 | Centro        | 840   | 11,32 | 2  |  |  |
| Sinistra                      | Sergio Silvestre          | 1 781                | 22,01 | 755           | 10,18 | 1     |    |  |  |
| Seggio di coalizione          | Seggio di coalizione      | Seggio di coalizione | 22,01 | 1             |       |       |    |  |  |
|                               | Angelo Franco Bortolus    | 1 100                | 13,59 | Lista Civica  | 1 053 | 14,20 | 1  |  |  |
| Seggio di coalizione          | Seggio di coalizione      | Seggio di coalizione | 13,59 | 1             |       |       |    |  |  |
|                               | Renzo Panighello          | 1 028                | 12,70 | Centro-destra | 978   | 13,18 | 1  |  |  |
| Seggio di coalizione          | Seggio di coalizione      | Seggio di coalizione | 12,70 | 1             |       |       |    |  |  |
| Totale                        | Totale                    | 8 092                | 100   |               | 7 418 | 100   | 20 |  |  |
|                               |                           |                      |       |               |       |       |    |  |  |
| Fonte: Ministero dell'interno |                           |                      |       |               |       |       |    |  |  |

#### Caneva
|                               | Marvi Poletto ✔️ Sindaco | 2 243                | 54,38 | Lista civica di centro-sinistra | 1 070 | 27,53 | 5  |  |  |
| Sinistra Democratica          | Marvi Poletto ✔️ Sindaco | 2 243                | 54,38 | 812                             | 20,89 | 4     |    |  |  |
| Rifondazione Comunista        | Marvi Poletto ✔️ Sindaco | 2 243                | 54,38 | 205                             | 5,27  | 1     |    |  |  |
|                               | Ulisse Croda             | 1 026                | 24,87 | Lega Nord                       | 970   | 24,95 | 2  |  |  |
| Seggio di coalizione          | Seggio di coalizione     | Seggio di coalizione | 24,87 | 1                               |       |       |    |  |  |
|                               | Roberto Paludetti        | 856                  | 20,75 | Centro-destra                   | 830   | 21,35 | 2  |  |  |
| Seggio di coalizione          | Seggio di coalizione     | Seggio di coalizione | 20,75 | 1                               |       |       |    |  |  |
| Totale                        | Totale                   | 4 125                | 100   |                                 | 3 887 | 100   | 16 |  |  |
|                               |                          |                      |       |                                 |       |       |    |  |  |
| Fonte: Ministero dell'interno |                          |                      |       |                                 |       |       |    |  |  |

#### Prata di Pordenone
| Candidati                     | Candidati                 | II turno             | II turno       | I turno | I turno | Liste                         | Voti  | %     | Seggi |
| Candidati                     | Candidati                 | Voti                 | %              | Voti    | %       | Liste                         | Voti  | %     | Seggi |
| ----------------------------- | ------------------------- | -------------------- | -------------- | ------- | ------- | ----------------------------- | ----- | ----- | ----- |
|                               | Omero Ronchese ✔️ Sindaco | 2 260                | 53,13          | 1 693   | 36,80   | Lega Nord                     | 1 557 | 37,18 | 10    |
|                               | Umberto Maccan            | 1 994                | 46,87          | 2 014   | 43,77   | Lista civica di centro-destra | 1 839 | 43,91 | 3     |
| Seggio di coalizione          | Seggio di coalizione      | Seggio di coalizione | 46,87          | 2 014   | 43,77   | 1                             |       |       |       |
|                               | Loris Parpinel            | Loris Parpinel       | Loris Parpinel | 894     | 19,43   | L'Ulivo                       | 792   | 18,91 | 1     |
| Seggio di coalizione          | Seggio di coalizione      | Seggio di coalizione | Loris Parpinel | 894     | 19,43   | 1                             |       |       |       |
| Totale                        | Totale                    | 4 254                | 100            | 4 601   | 100     |                               | 4 188 | 100   | 16    |
|                               |                           |                      |                |         |         |                               |       |       |       |
| Fonte: Ministero dell'interno |                           |                      |                |         |         |                               |       |       |       |

### Provincia di Udine

#### Cervignano del Friuli
|                               | Mauro Travanut ✔️ Sindaco | 4 378                | 55,45 | Sinistra                                 | 4 022 | 55,57 | 12 |  |  |
|                               | Severino Alcide Gratton   | 2 007                | 25,42 | Forza Italia-Cristiani Democratici Uniti | 698   | 9,64  | 2  |  |  |
| Alleanza Nazionale            | Severino Alcide Gratton   | 2 007                | 25,42 | 696                                      | 9,62  | 1     |    |  |  |
| Centro                        | Severino Alcide Gratton   | 2 007                | 25,42 | 405                                      | 5,60  | 1     |    |  |  |
| Seggio di coalizione          | Seggio di coalizione      | Seggio di coalizione | 25,42 | 1                                        |       |       |    |  |  |
|                               | Gaetano Costa             | 773                  | 9,79  | Centro Cristiano Democratico             | 705   | 9,74  | –  |  |  |
| Seggio di coalizione          | Seggio di coalizione      | Seggio di coalizione | 9,79  | 1                                        |       |       |    |  |  |
|                               | Vincenzo Macoratti        | 737                  | 9,34  | Centro                                   | 712   | 9,84  | 1  |  |  |
| Seggio di coalizione          | Seggio di coalizione      | Seggio di coalizione | 9,34  | 1                                        |       |       |    |  |  |
| Totale                        | Totale                    | 7 895                | 100   |                                          | 7 238 | 100   | 20 |  |  |
|                               |                           |                      |       |                                          |       |       |    |  |  |
| Fonte: Ministero dell'interno |                           |                      |       |                                          |       |       |    |  |  |

#### Tarvisio
|                                                          | Franco Baritussio ✔️ Sindaco | 2 244                | 63,88 | Alleanza Nazionale | 775   | 24,21 | 4  |  |  |
| Forza Italia                                             | Franco Baritussio ✔️ Sindaco | 2 244                | 63,88 | 600                | 18,74 | 3     |    |  |  |
| Lista civica di centro-destra                            | Franco Baritussio ✔️ Sindaco | 2 244                | 63,88 | 493                | 15,40 | 2     |    |  |  |
| Centro Cristiano Democratico-Cristiani Democratici Uniti | Franco Baritussio ✔️ Sindaco | 2 244                | 63,88 | 183                | 5,72  | 1     |    |  |  |
|                                                          | Carlo Toniutti               | 885                  | 25,19 | L'Ulivo            | 391   | 12,21 | 2  |  |  |
| Sinistra                                                 | Carlo Toniutti               | 885                  | 25,19 | 377                | 11,78 | 1     |    |  |  |
| Seggio di coalizione                                     | Seggio di coalizione         | Seggio di coalizione | 25,19 | 1                  |       |       |    |  |  |
|                                                          | Maurizio Dunnhofer           | 384                  | 10,93 | Lega Nord          | 382   | 11,93 | 1  |  |  |
| Seggio di coalizione                                     | Seggio di coalizione         | Seggio di coalizione | 10,93 | 1                  |       |       |    |  |  |
| Totale                                                   | Totale                       | 3 513                | 100   |                    | 3 201 | 100   | 16 |  |  |
|                                                          |                              |                      |       |                    |       |       |    |  |  |
| Fonte: Ministero dell'interno                            |                              |                      |       |                    |       |       |    |  |  |